# صدف خرطوم‌دار
صدف خرطوم‌دار (نام علمی: Panopea generosa) نام یک گونه از سرده خرطومی‌صدفان است.
گئوداک (که به صورت گویه داک نیز تلفظ می‌شود) به گونه صدف‌های آب شور تعلق دارد و بزرگ‌ترین صدف زیر زمینی در دنیا است. این صدف خودش خیلی بزرگ نیست اما لوله خمیده‌ی گئو داک می‌تواند به اندازه‌ی ۲ متر طول داشته باشد و بیشتر به عنوان گردن آن شناخته می‌شود که باعث می‌شود صدف نسبتاً طولانی شود.
گئو داک با استفاده از این لوله آب را تصفیه می‌کند و مواد غذایی لازم را به شکل پلانکتون می‌گیرد و آب را از طریق سوراخ دیگری که در لوله موجود است دفع می‌کند. این کار به آنها کمک میکند که بدون نیاز به فعالیت‌های خیلی زیاد به مدت‌های خیلی طولانی در یک محل بمانند. هم چنین عمر طولانی گئو داکها می‌تواند به این واقعیت نسبت داده شود که آنها شکارچیان خیلی زیادی ندارند. گئو داکها در حدود ۱۰۰ سال طول عمر دارند و طولانی‌ترین دوره‌ی عمر آنها در حدود ۱۶۵ سال است.
گئو داکها خاصیت تقویت قوای جنسی را دارند در نتیجه با تقاضای بالایی، بیشتر در کشورهای آسیایی، روبه‌رو هستند. آنها کشت شده و برداشت می‌شوند چون تقاضا برای آنها روز به روز در حال افزایش است و هم زمان با آن قیمت‌ها نیز بالا می‌رود.